# Hermitage, Berkshire
Hermitage är en ort och civil parish i Storbritannien.   Den ligger i kommunen West Berkshire i riksdelen England, i den södra delen av landet, 80 km väster om huvudstaden London. Hermitage ligger 121 meter över havet och antalet invånare är 1 571.
Terrängen runt Hermitage är platt. Runt Hermitage är det ganska tätbefolkat, med 207 invånare per kvadratkilometer. Närmaste större samhälle är Thatcham, 5,8 km söder om Hermitage. Trakten runt Hermitage består till största delen av jordbruksmark.